# Premiul Academiei Europene de Film pentru cea mai bună actriță
Premiul Academiei Europene de Film pentru cea mai bună actriță este acordat de Academia Europeană de Film actrițelor din filmele europene. Premiul a fost acordat prima dată actriței Carmen Maura pentru rolul din filmul Femei în pragul unei crize de nervi în 1988.

## Câștigători și nominalizați

### Anii 1980
| An              | Câștigători și nominalizați | Titlu română/engleză                | Titlu original                           |
| --------------- | --------------------------- | ----------------------------------- | ---------------------------------------- |
| 1988 (Ediția 1) | Carmen Maura                | Femei în pragul unei crize de nervi | Mujeres al borde de un ataque de nervios |
| 1988 (Ediția 1) | Tinna Gunnlaugsdóttir       | In the Shadow of the Raven          | Í skugga hrafnsins                       |
| 1988 (Ediția 1) | Ornella Muti                | Codice privato                      | Codice privato                           |
| 1988 (Ediția 1) | Carol Scanlan               | Reefer and the Model                | Reefer and the Model                     |
| 1989 (Ediția 2) | Ruth Sheen                  | Speranțe deșarte                    | High Hopes                               |
| 1989 (Ediția 2) | Sabine Azéma                | La vie et rien d'autre              | La vie et rien d'autre                   |
| 1989 (Ediția 2) | Snežana Bogdanović          | Kuduz                               | Kuduz                                    |
| 1989 (Ediția 2) | Corinna Harfouch            | Treffen in Travers                  | Treffen in Travers                       |
| 1989 (Ediția 2) | Natalya Negoda              | Micuța Vera                         | Malenkaya Vera                           |

### Anii 1990
| An               | Câștigători și nominalizați    | Titlu română/engleză    | Titlu original             |
| ---------------- | ------------------------------ | ----------------------- | -------------------------- |
| 1990 (Ediția 3)  | Carmen Maura                   | ¡Ay Carmela!            | ¡Ay Carmela!               |
| 1990 (Ediția 3)  | Anne Brochet                   | Cyrano de Bergerac      | Cyrano de Bergerac         |
| 1990 (Ediția 3)  | Krystyna Janda                 | Interrogation           | Przesluchanie              |
| 1991 (Ediția 4)  | Clotilde Courau                | Le petit criminel       | Le petit criminel          |
| 1991 (Ediția 4)  | Julie Delpy                    | Homo Faber              | Homo Faber                 |
| 1991 (Ediția 4)  | Sigríður Hagalín               | Children of Nature      | Börn náttúrunnar           |
| 1992 (Ediția 5)  | Juliette Binoche               | Amantii de pe Pont-Neuf | Les amants du Pont-Neuf    |
| 1992 (Ediția 5)  | Johanna ter Steege             | Édes Emma, drága Böbe   | Édes Emma, drága Böbe      |
| 1992 (Ediția 5)  | Barbara Sukowa                 | Europa                  | Europa                     |
| 1993 (Ediția 6)  | Maia Morgenstern               | Balanța                 | Balanța                    |
| 1993 (Ediția 6)  | Carla Gravina                  | O tăcere prelungită     | Il lungo silenzio          |
| 1993 (Ediția 6)  | Tilda Swinton                  | Orlando                 | Orlando                    |
| 1994 (Ediția 7)  | Nu s-a acordat                 | Nu s-a acordat          | Nu s-a acordat             |
| 1995 (Ediția 8)  | Nu s-a acordat                 | Nu s-a acordat          | Nu s-a acordat             |
| 1996 (Ediția 9)  | Emily Watson                   | Abisul sufletului       | Breaking the Waves         |
| 1997 (Ediția 10) | Juliette Binoche               | Pacientul englez        | The English Patient        |
| 1997 (Ediția 10) | Katrin Cartlidge               | Career Girls            | Career Girls               |
| 1997 (Ediția 10) | Brigitte Roüan                 | Post Coitum             | Post coïtum animal triste  |
| 1997 (Ediția 10) | Emma Thompson                  | The Winter Guest        | The Winter Guest           |
| 1998 (Ediția 11) | Elodie Bouchez Natacha Regnier | The Dreamlife of Angels | La vie rêvée des anges     |
| 1998 (Ediția 11) | Dinara Drukarova               | Of Freaks and Men       | Pro urodov i lyudey        |
| 1998 (Ediția 11) | Annet Malherbe                 | Little Tony             | Kleine Teun                |
| 1999 (Ediția 12) | Cecilia Roth                   | All About My Mother     | Todo sobre mi madre        |
| 1999 (Ediția 12) | Nathalie Baye                  | A Pornographic Affair   | Une liaison pornographique |
| 1999 (Ediția 12) | Penélope Cruz                  | The Girl of Your Dreams | La niña de tus ojos        |
| 1999 (Ediția 12) | Emilie Dequenne                | Rosetta                 | Rosetta                    |
| 1999 (Ediția 12) | Iben Hjejle                    | Mifune's Last Song      | Mifune                     |

### Anii 2000
| An               | Câștigători și nominalizați | Titlu română/engleză                | Titlu original                      |
| ---------------- | --- | ----------------------------------- | ----------------------------------- |
| 2000 (Ediția 13) | Björk | Dansând cu noaptea                  | Dancer in the Dark                  |
| 2000 (Ediția 13) | Bibiana Beglau | The Legend of Rita                  | Die Stille nach dem Schuß           |
| 2000 (Ediția 13) | Lena Endre | Trolösa                             | Trolösa                             |
| 2000 (Ediția 13) | Sylvie Testud | Captiva                             | La captive                          |
| 2000 (Ediția 13) | Julie Walters | Billy Elliot                        | Billy Elliot                        |
| 2001 (Ediția 14) | Isabelle Huppert | Pianista                            | La pianiste                         |
| 2001 (Ediția 14) | Ariane Ascaride | The Town Is Quiet                   | La ville est tranquille             |
| 2001 (Ediția 14) | Laura Morante | Camera fiului                       | La stanza del figlio                |
| 2001 (Ediția 14) | Charlotte Rampling | Sub nisip                           | Sous le sable                       |
| 2001 (Ediția 14) | Stefania Sandrelli | Ultimul sărut                       | L'ultimo bacio                      |
| 2001 (Ediția 14) | Audrey Tautou | Amélie                              | Le fabuleux destin d'Amélie Poulain |
| 2002 (Ediția 15) | Distribuția de la 8 Femei Catherine Deneuve, Isabelle Huppert, Emmanuelle Béart, Fanny Ardant, Virginie Ledoyen, Danielle Darrieux, Ludivine Sagnier, Firmine Richard | 8 Femei                             | 8 femmes                            |
| 2002 (Ediția 15) | Oksana Akinshina | Lilja 4-Ever                        | Lilja 4-Ever                        |
| 2002 (Ediția 15) | Emmanuelle Devos | Citind pe buze                      | Sur mes lèvres                      |
| 2002 (Ediția 15) | Martina Gedeck | Frumoasa Martha                     | Bella Martha                        |
| 2002 (Ediția 15) | Laura Morante | O călătorie numită iubire           | Un viaggio chiamato amore           |
| 2002 (Ediția 15) | Samantha Morton | Morvern Callar                      | Morvern Callar                      |
| 2002 (Ediția 15) | Kati Outinen | Omul fără trecut                    | Mies vailla menneisyyttä            |
| 2003 (Ediția 16) | Charlotte Rampling | Piscina                             | Swimming Pool                       |
| 2003 (Ediția 16) | Diana Dumbrava | Maria                               | Maria                               |
| 2003 (Ediția 16) | Helen Mirren | Calendar Girls                      | Calendar Girls                      |
| 2003 (Ediția 16) | Anne Reid | The Mother                          | The Mother                          |
| 2003 (Ediția 16) | Katja Riemann | Rosenstrasse                        | Rosenstrasse                        |
| 2003 (Ediția 16) | Katrin Sass | Adio, Lenin!                        | Good Bye, Lenin!                    |
| 2004 (Ediția 17) | Imelda Staunton | Vera Drake                          | Vera Drake                          |
| 2004 (Ediția 17) | Sarah Adler | Muzica noastră                      | Notre musique                       |
| 2004 (Ediția 17) | Valeria Bruni Tedeschi | 5x2                                 | 5x2                                 |
| 2004 (Ediția 17) | Penélope Cruz | Nu te mișca!                        | Non ti muovere                      |
| 2004 (Ediția 17) | Sibel Kekilli | Cu capul înainte                    | Gegen die Wand                      |
| 2004 (Ediția 17) | Asi Levi | Avanim                              | Avanim                              |
| 2005 (Ediția 18) | Julia Jentsch | Ultimele zile ale lui Sophie Scholl | Sophie Scholl - Die letzten Tage    |
| 2005 (Ediția 18) | Juliette Binoche | Ascuns                              | Caché                               |
| 2005 (Ediția 18) | Sandra Ceccarelli | Viata pe care mi-o doresc           | La vita che vorrei                  |
| 2005 (Ediția 18) | Connie Nielsen | Frați                               | Brødre                              |
| 2005 (Ediția 18) | Natalie Press | Dragoste de-o vară                  | My Summer of Love                   |
| 2005 (Ediția 18) | Audrey Tautou | O logodnă foarte lungă              | Un long dimanche de fiançailles     |
| 2006 (Ediția 19) | Penélope Cruz | Volver                              | Volver                              |
| 2006 (Ediția 19) | Nathalie Baye | Tânărul locotenent                  | Le petit lieutenant                 |
| 2006 (Ediția 19) | Martina Gedeck | Viețile altora                      | Das Leben der Anderen               |
| 2006 (Ediția 19) | Sandra Hüller | Requiem                             | Requiem                             |
| 2006 (Ediția 19) | Mirjana Karanović | Sarajevo, dragostea mea             | Grbavica                            |
| 2006 (Ediția 19) | Sarah Polley | Viața secretă a cuvintelor          | The Secret Life of Words            |
| 2007 (Ediția 20) | Helen Mirren | Regina                              | The Queen                           |
| 2007 (Ediția 20) | Marion Cotillard | La Vie en Rose                      | La Vie en Rose                      |
| 2007 (Ediția 20) | Marianne Faithfull | Irina Palm                          | Irina Palm                          |
| 2007 (Ediția 20) | Carice van Houten | Lista neagră                        | Zwartboek                           |
| 2007 (Ediția 20) | Anamaria Marinca | 4 luni, 3 săptămâni și 2 zile       | 4 luni, 3 săptămâni și 2 zile       |
| 2007 (Ediția 20) | Kseniya Rappoport | Necunoscuta                         | La sconosciuta                      |
| 2008 (Ediția 21) | Kristin Scott Thomas | Te iubesc de mult                   | Il y a longtemps que je t'aime      |
| 2008 (Ediția 21) | Hiam Abbass | Lemon Tree                          | Etz Limon                           |
| 2008 (Ediția 21) | Arta Dobroshi | Tăcerea Lornei                      | Le silence de Lorna                 |
| 2008 (Ediția 21) | Sally Hawkins | Happy-Go-Lucky                      | Happy-Go-Lucky                      |
| 2008 (Ediția 21) | Belén Rueda | Orfelinatul                         | El orfanato                         |
| 2008 (Ediția 21) | Ursula Werner | Al nouălea cer                      | Wolke Neun                          |
| 2009 (Ediția 22) | Kate Winslet | Cititorul                           | The Reader                          |
| 2009 (Ediția 22) | Penélope Cruz | Îmbrățișări frânte                  | Los abrazos rotos                   |
| 2009 (Ediția 22) | Charlotte Gainsbourg | Antichrist                          | Antichrist                          |
| 2009 (Ediția 22) | Katie Jarvis | În acvariu                          | Fish Tank                           |
| 2009 (Ediția 22) | Yolande Moreau | Séraphine                           | Séraphine                           |
| 2009 (Ediția 22) | Noomi Rapace | Bărbați care urăsc femeile          | Män som hatar kvinnor               |

### Anii 2010
| An                     | Câștigători și nominalizați | Titlu română/engleză           | Titlu original              |
| ---------------------- | --------------------------- | ------------------------------ | --------------------------- |
| 2010 (Ediția 23)       | Sylvie Testud               | Lourdes                        | Lourdes                     |
| 2010 (Ediția 23)       | Zrinka Cvitešić             | Pe calea cea bună              | Na putu                     |
| 2010 (Ediția 23)       | & Sibel Kekilli             | Străina                        | Die Fremde                  |
| 2010 (Ediția 23)       | Lesley Manville             | Un an din viață                | Another Year                |
| 2010 (Ediția 23)       | Lotte Verbeek               | Nimic personal                 | Nothing Personal            |
| 2011 (Ediția 24)       | Tilda Swinton               | Trebuie să vorbim despre Kevin | We Need to Talk about Kevin |
| 2011 (Ediția 24)       | Cécile de France            | Băiatul cu bicicleta           | Le Gamin au vélo            |
| 2011 (Ediția 24)       | & Kirsten Dunst             | Melancholia                    | Melancholia                 |
| 2011 (Ediția 24)       | Charlotte Gainsbourg        | Melancholia                    | Melancholia                 |
| 2011 (Ediția 24)       | Nadezhda Markina            | Elena                          | Elena                       |
| 2012 (Ediția 25)       | Emmanuelle Riva             | Iubire                         | Amour                       |
| 2012 (Ediția 25)       | Émilie Dequenne             | Our Children                   | À perdre la raison          |
| 2012 (Ediția 25)       | Nina Hoss                   | Barbara                        | Barbara                     |
| 2012 (Ediția 25)       | Margarethe Tiesel           | Paradis: Dragoste              | Paradies: Liebe             |
| 2012 (Ediția 25)       | Kate Winslet                | Doamne... ce măcel!            | Carnage                     |
| 2013 (Ediția 26)       | Veerle Baetens              | Paradisul spulberat            | The Broken Circle Breakdown |
| 2013 (Ediția 26)       | Luminița Gheorghiu          | Poziția copilului              | Poziția copilului           |
| 2013 (Ediția 26)       | Keira Knightley             | Anna Karenina                  | Anna Karenina               |
| 2013 (Ediția 26)       | Barbara Sukowa              | Hannah Arendt                  | Hannah Arendt               |
| 2013 (Ediția 26)       | Naomi Watts                 | Paradisul spulberat            | The Impossible              |
| 2014 (Ediția 27)       | Marion Cotillard            | Două zile, o noapte            | Deux jours, une nuit        |
| 2014 (Ediția 27)       | Marian Álvarez              | Wounded                        | La herida                   |
| 2014 (Ediția 27)       | Valeria Bruni Tedeschi      | Capital uman                   | Il capitale umano           |
| 2014 (Ediția 27)       | & Charlotte Gainsbourg      | Nymphomaniac                   | Nymphomaniac                |
| 2014 (Ediția 27)       | Agata Kulesza               | Ida                            | Ida                         |
| 2014 (Ediția 27)       | Agata Trzebuchowska         | Ida                            | Ida                         |
| 2015 (Ediția 28)       |                             |                                |                             |
| Charlotte Rampling     | 45 de ani                   | 45 Years                       |                             |
| Margherita Buy         | Mia Madre                   | Mia Madre                      |                             |
| Laia Costa             | Victoria                    | Victoria                       |                             |
| Alicia Vikander        | Ex Machina                  | Ex Machina                     |                             |
| Rachel Weisz           | Tinerețe                    | Youth                          |                             |
| 2016 (Ediția 29)       |                             |                                |                             |
| Sandra Hüller          | Toni Erdmann                | Toni Erdmann                   |                             |
| Valeria Bruni Tedeschi | Nebune de fericire          | La pazza gioia                 |                             |
| Trine Dyrholm          | Comunitatea                 | Kollektivet                    |                             |
| Isabelle Huppert       | Elle                        | Elle                           |                             |
| Emma Suárez            | Julieta                     | Julieta                        |                             |
| Adriana Ugarte         | Julieta                     | Julieta                        |                             |
| 2017 (Ediția 30)       |                             |                                |                             |
| Alexandra Borbély      | Despre trup și suflet       | Testről és lélekről            |                             |
| Juliette Binoche       | Lumina dinăuntru            | Un beau soleil intérieur       |                             |
| Paula Beer             | Frantz                      | Frantz                         |                             |
| Isabelle Huppert       | Final fericit               | Happy End                      |                             |
| Florence Pugh          | Lady Macbeth                | Lady Macbeth                   |                             |

^[B]Ursul de Argint pentru cea mai bună actriță
^[C]Cannes pentru cea mai bună actriță